# Scylaticus elamiensis
Scylaticus elamiensis är en tvåvingeart som beskrevs av Abbassian-lintzen 1964. Scylaticus elamiensis ingår i släktet Scylaticus och familjen rovflugor. Inga underarter finns listade i Catalogue of Life.